# Liste der Bodendenkmäler in Nörvenich
Die Liste der Bodendenkmäler in Nörvenich führt die Bodendenkmäler der Gemeinde Nörvenich im Kreis Düren auf.

## Bodendenkmäler
| Nummer | Lagebezeichnung                                           | Beschreibung                         | Eingetragen:   | Bild                       |
| ------ | --------------------------------------------------------- | ------------------------------------ | -------------- | -------------------------- |
| 1      | Gemarkung Irresheim, Flur 6, Nr. 125                      | Motte Irresheim                      | 9. Juli 1985   | Das Backhaus auf der Motte |
| 2      | Gemarkung Binsfeld, Flur 11, Nr. 198 und 199              | Wall Burg Bubenheim                  | 9. Juli 1985   | Die Burg                   |
| 3      | Gemarkung Frauwüllesheim, Flur 5, Nr. 160                 | Bunker Isweiler                      | 9. Juli 1985   | Der Eingang zum Bunker     |
| 4      | Gemarkung Nörvenich, Flur 33, Nr. 20                      | Alte Burg                            | 3. Januar 1986 |                            |
| 5      | Gemarkung Nörvenich Flur 25, südlich der Flugplatzzufahrt | Ehemalige Siedlung aus der Römerzeit | 26. März 1990  |                            |
| 6      | Gemarkung Binsfeld, Flur 4, Nr. 141                       | Burg Binsfeld                        | 27. März 1990  |                            |
| 7      | Gemarkung Eschweiler über Feld, Flur 1, Nr. 14            | Römische Siedlungsstelle             | 29. Mai 2008   |                            |
| 8      | Gemarkung Eschweiler über Feld, Flur 1, Nr. 12 + 78       | Römische Siedlungsstelle             | 29. Mai 2008   |                            |
| 9      | Gemarkung Eschweiler über Feld, Flur 1, Nr. 79            | Römische Siedlungsstelle             | 29. Mai 2008   |                            |